# Rhynchopyga bifasciata
Rhynchopyga bifasciata là một loài bướm đêm thuộc phân họ Arctiinae, họ Erebidae.